# João Vaz de Almada
João Vaz de Almada, senhor de juro e herdade de Pereira, foi Rico-Homem, Cavaleiro do Conselho (1462), vedor da Fazenda de D. Duarte (era-o em 1440) e de D. Afonso V.
Quando o seu irmão, o conde de Avranches, morreu na batalha de Alfarrobeira, foi ele que providenciou a sua sepultura e recebendo como "herança" o Casal de Alcolema, em Algés. oferecida pelo rei a este seu secretário dos bens por ele expropriados.
Foi o preceptor de D. Jorge de Lancastre, filho de D. João II de Portugal.

## Biografia
A 16 de Janeiro de 1449 o rei D. Afonso V privilegia Rodrigo Anes, morador na cidade de Lisboa, sobrinho de João Vasques de Almada, isentando-o de qualquer encargo concelhio, de ser posto por besteiro do conto, bem como do direito de pousada.
O mesmo rei, a 5 de Outubro de 1450, oferece a João de Almada, morador na vila de Almada, criado de João Vasques de Almada, vedor da casa régia e e a seu pedido, a possibilidade que a sua barca possa andar livremente de Almada para a cidade de Lisboa e seja isenta de cargas, encargos e servidões de pessoas.
A 14 de Março de 1463 D. Afonso V doou vitaliciamente a João Vasques de Almada, rico-homem, do seu Conselho, todos os direitos do pão, vinho, linho, legumes e outros, de Pereira e da Noura.
A 18 de Março de 1463 o mesmo rei doou a João Vasques de Almada, rico-Homem, do seu Conselho e vedor da fazenda, uma tença anual de 37.337 reais de prata, transmissíveis à sua mulher em caso de sua morte, e assentes na renda régia das sisas das herdades e panos de linho de Lisboa.
A 24 de Março de 1463 teve pelo seu casamento uma tença real de 37.337 reais de prata, dos quais 13.715 eram de sua mulher D. Violante de Castro.
A 14 de Outubro do mesmo ano, é nomeado de escrivão da Adiça.

## Dados genealógicos
Filho de: João Vaz de Almada
Casou com: D. Violante de Castro.
Tiveram
- D. Gonçalo Vaz de Almada ou Gonçalo Vasques de Almada, cavaleiro fidalgo (1462),[8] senhor de Pereira.
- D. Mécia Vaz de Almada, que casou com João de Sousa Falcão, senhor da Guarda (15 de Janeiro de 1475) e de Figueiredo de Fataunços, fidalgo da Casa Real, vedor da Casa da rainha D. Leonor (antes de 1473), etc. C.G.
- D. Álvaro Vaz de Almada[9], que morreu sem descendência.
- D. Vasco de Almada, fronteiro em África ao serviço do  Duarte (conde de Viana), veador de D. Fernando (Duque de Viseu), e depois alcaide-mor de Almada,[10] mordomo-mor do Infante D. Fernando, casado com D. Isabel de Mascarenhas, filha de Martim Vaz Mascarenhas, comendador de Aljustrel.[11]
- D. Catarina de Almada. Foi a 2ª mulher de Artur de Brito[12], alcaide-mor de Beja e fidalgo da Casa do infante D. Fernando. C.G.[13]
- D. Filipa de Almada, casou com Rui Gil Moniz, tesoureiro da Moeda de Lisboa.
- D. Brazaida de Almada, dama da rainha de Castela Joana de Portugal, foi a 1ª mulher D. Garcia Fernández Manrique, 1º marquês de Aguilar de Campo (1484), 3º conde de Castanheda,[14] chanceler-mor do reino de Castela, e que veio a morrer em 1506. Com geração nos referidos Marqueses de Aguilar de Campo e nos condes de Paredes de Nava; nos condes de Fuensalida; etc.[15]

Teve ilegítimo
- Álvaro de Almada, veador de D. Afonso V de Portugal, casado com Brites de Sousa e D. Catarina de Melo com geração[10]. Outra possibilidade é de ser o frei Álvaro de Almada, guardião de Santarém, que em 1457, fazia um pedido de traslado de uma provisão régia[16].